# Chœur (instrument)
Pour les articles homonymes, voir Chœur.
 (mars 2020).
Si vous disposez d'ouvrages ou d'articles de référence ou si vous connaissez des sites web de qualité traitant du thème abordé ici, merci de compléter l'article en donnant les références utiles à sa vérifiabilité et en les liant à la section « Notes et références ».

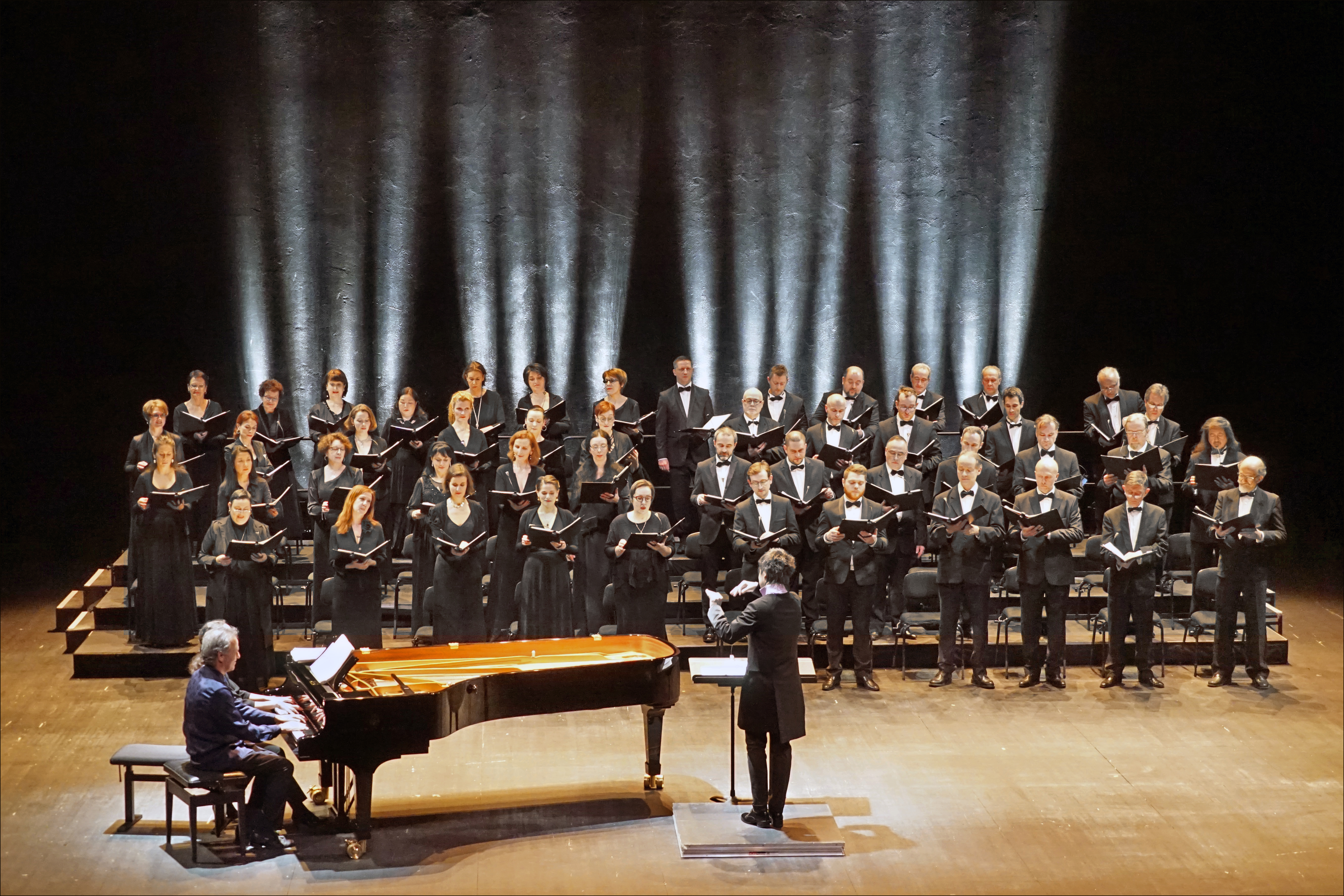
Le chœur de Radio France en concert aux Gémeaux à Sceaux.

Le chœur (/kœʁ/, du latin : chorus, lui-même du grec ancien : χορός / khorós) désignait dans la haute Antiquité grecque une danse de cérémonial ou des danseurs cérémoniaux. Puis, ce fut un petit groupe d'hommes masqués et chargés de commenter la dramaturgie dans l'orchestra du théâtre antique. Actuellement, le chœur est un groupe vocal habituellement divisé en quatre pupitres principaux (soprano, alto, ténor et basse), chaque pupitre pouvant comporter ses propres divisions. Le nombre de choristes dépend de l'envergure de l'œuvre ou de la situation donnée. Par ailleurs, la plupart des chœurs ne sont en rien dépendants d'une maison d'opéra et peuvent, par exemple, participer à un office religieux ou, plus fréquemment aujourd'hui, se donner en concert (ex. : les Chœurs de l'Armée rouge) dans un répertoire non obligatoirement d'opéra (motet, oratorio, variété, gospel, etc.). Certaines formations sont uniquement composées d'hommes, de femmes ou d'enfants. Il s'agit alors de chœurs à voix égales, les choristes évoluant dans des registres vocaux semblables. À ce titre, un ensemble composé uniquement de voix de femmes et d'enfants est également appelé chœur à voix égales.
En Europe, à la naissance de l'opéra au début du XVIIe siècle, le chœur, qui était né à l'église, a pu trouver sa place sur scène avec cette fois l'apport des voix de femmes. Dans un premier temps, le chœur a pris rarement part à l'action, se chargeant de l'illustrer ou de la commenter. Au cours des XVIIe et XVIIIe siècles, le chœur a été de plus en plus intégré au drame, depuis les opéras de Lully, Rameau, Gluck, jusqu'à l'opéra du XIXe siècle où les chœurs peuvent entrer en communication plus étroite avec les solistes et prendre leur parti dans les différentes situations, faisant souvent progresser l'action. De petits rôles sont aussi parfois attribués à un ou plusieurs choristes (les coryphées).

## Ensemble vocal

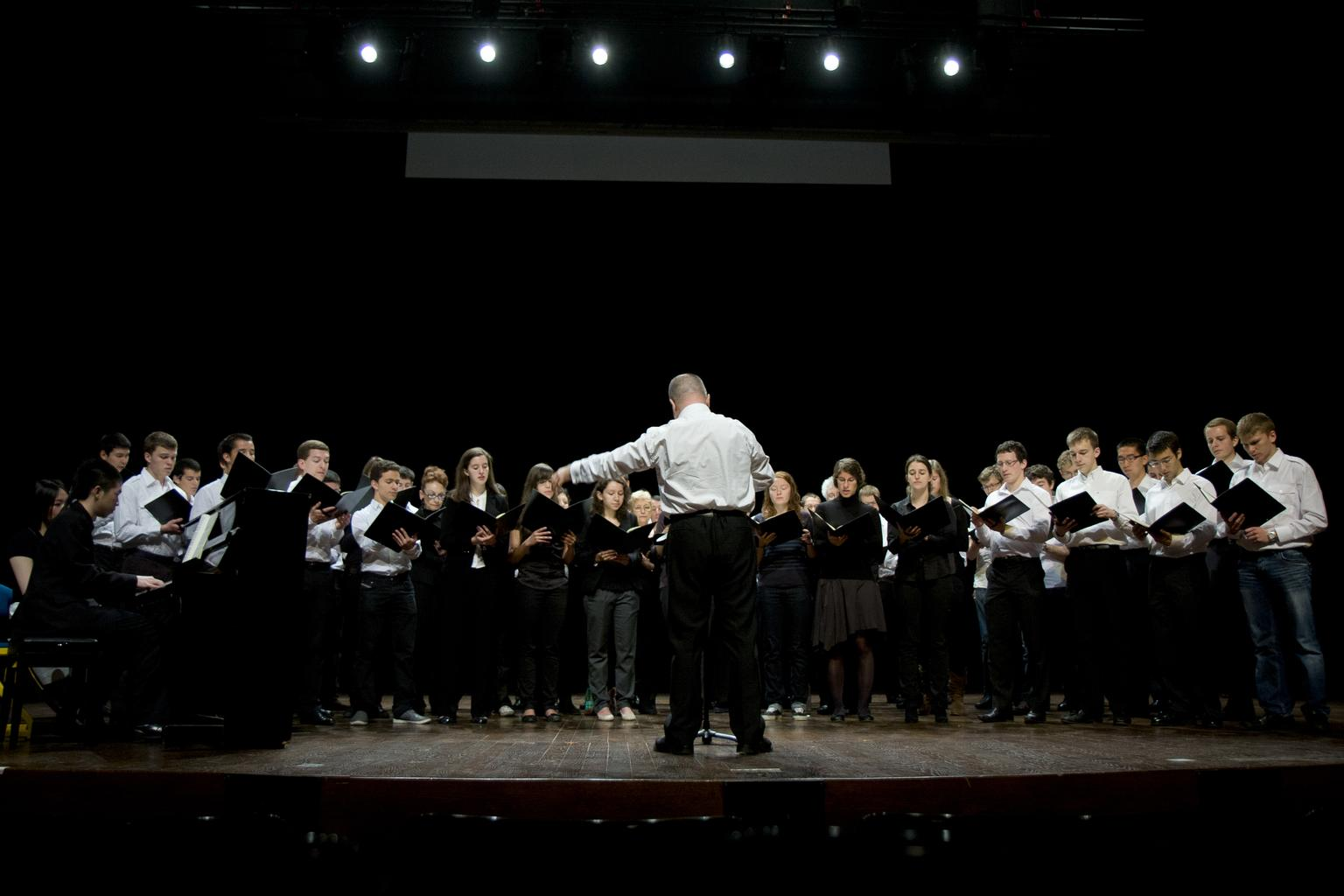
Ensemble vocal de l'École polytechnique.

Un chœur désigne tout d'abord un ensemble musical, de nature exclusivement vocale, dont les membres, appelés choristes, chantent collectivement les différentes parties musicales destinées à ce type de formation sous la direction d'un chef de chœur. Dans ce sens, le mot « chœur » est souvent synonyme de chorale. Le concept de chœur s'oppose donc à celui d'ensemble de solistes car chaque voix du chœur doit être tenue par plusieurs personnes.
Dans la musique d'église, le chœur est un ensemble vocal à vocation liturgique. Ce chœur non-professionnel est constitué par les chanoines, qui chantent un répertoire exclusivement de plain-chant. Il est en lien avec la psallette (appelée aussi bas-chœur) qui est constituée de chantres/choristes professionnels. C'est cela qui a donné son nom à l'ensemble de l'espace traditionnellement réservé à ces deux groupes choraux, dans l'édifice. Ces deux types de chœurs sont à l'origine de la notion de chant choral ainsi qu'à la source première des œuvres chorales, en Occident.
Selon l'âge et le sexe des choristes, on distingue le chœur d'enfants, le chœur d'hommes, le chœur de femmes, ou encore le chœur mixte — voix de femmes ou d'enfants (aiguës) et d'hommes (graves) assemblées.
Les membres d'un chœur peuvent être répartis en plusieurs groupes, appelés pupitres ou voix. Ces divers groupes sont destinés à interpréter autant de parties musicales différentes.
À l'époque contemporaine, un chœur mixte comprend le plus souvent quatre pupitres, deux pupitres féminins, soprano et alto, et deux pupitres masculins, ténor et basse. Ce type de chœur est appelé SATB. Selon le type de formation, on peut trouver un nombre inférieur ou supérieur à quatre pupitres. Lorsqu'il n'y en a qu'un seul, tout le chœur chante à l'unisson. Certains pupitres peuvent être dédoublés, voire détriplés, ce qui conduit à des polyphonies à plus de quatre voix.
Une notion un peu différente est la polychoralité (où la polyphonie est conduite par plusieurs chœurs). Au XVIe et au XVIIe siècles, par le biais de cet usage, un très grand nombre de voix a pu être atteint : par exemple dans le célèbre motet à 40 voix indépendantes Spem in alium de l'anglais Thomas Tallis. Il est écrit pour huit chœurs de cinq voix chacun. D'autres motets des XVIe et XVIIe siècles comportent le même nombre de voix. C'est en fait la  basilique Saint-Marc de Venise qui vit naître ces pratiques, car son architecture se prête tout particulièrement aux dialogues entre les chœurs, grâce à ses tribunes d'où les uns et les autres se répondent, s'entremêlent ou, à l'occasion, s'unissent. La « Messe salzbourgeoise » d'Heinrich Biber (Missa Salisburgensis, vers 1680) comporte même 53 voix. Le principe d'écriture de ces œuvres est linéaire : toutes les voix ont une vie indépendante.
Certaines œuvres ont continué à être écrites à double chœur (ou plus). C'est le cas par exemple du Te Deum de Berlioz ou des de Verdi, de la Messe en ut mineur de Mozart, des psaumes 112 et 146 de Bruckner, etc.. Les chœurs se répondent, donnant des effets stéréophoniques intéressants. 
On peut avoir affaire à de grosses ou très grosses formations, plus de cent choristes, à des formations moins importantes, entre trente et cent choristes, ou enfin à de petites formations de moins de trente choristes.
Dans le bouddhisme, le courant du Sûtra du Lotus a toujours accordé une place privilégiée à l'art musical. Selon les écoles bouddhiques, lorsqu’un sūtra est récité ou chanté en chœur, un accompagnement du chœur est fréquent par l'usage de cornes, conques, flûtes, hautbois, biwa, cithares (à cordes pincées ou à archet), luths, harpes, cymbales, gongs et tambours.
Il existe trois types de chants bouddhiques en Corée : 
- le sûtra, invocation syllabique accompagnée seulement du gong de bois (mokt'ak) ;
- le pomp'ae, d'origine chinoise, exécuté sur un rythme libre très lent et scindé en : hossori pomp'ae (en responsial : alternance de soliste (ou chantre) à chœur, le répons étant la reprise du tout ou de partie du verset qui vient d’être chanté[3]) et chissori pomp'ae (en homophonie : où plusieurs voix chantent à l’unisson) plus long et plus orné. C'est le chant le plus important du rite bouddhique coréen ;
- le hwach'ong, s'inspire du folklore et est chanté par un soliste qui joue d'un gong et est accompagné d'un tambour .

## Partie musicale
Au cours d'une exécution musicale quelconque, on nomme chœur (ou chœurs au pluriel) chaque intervention de ce type de formation.
Dans la Messe en si mineur de Bach, les chœurs sont abondamment sollicités, depuis la première jusqu'à la dernière mesure de l'œuvre.
Le 4e et dernier mouvement de la symphonie no 9 de Beethoven contient un chœur, l'Ode à la joie, choisi comme hymne européen en 1972 à Strasbourg.
Dans le domaine de la chanson ou de la musique populaire, les chœurs désignent la ou les parties vocales entendues à l'arrière plan, autres que celles chantées par l'interprète principal. Cette seconde acception est en usage quel que soit l'effectif réel des chœurs en question. Lorsqu'un seul chanteur accompagne la voix principale, on dit que ce chanteur « fait les chœurs ».

## Présentation d'un chœur sur scène

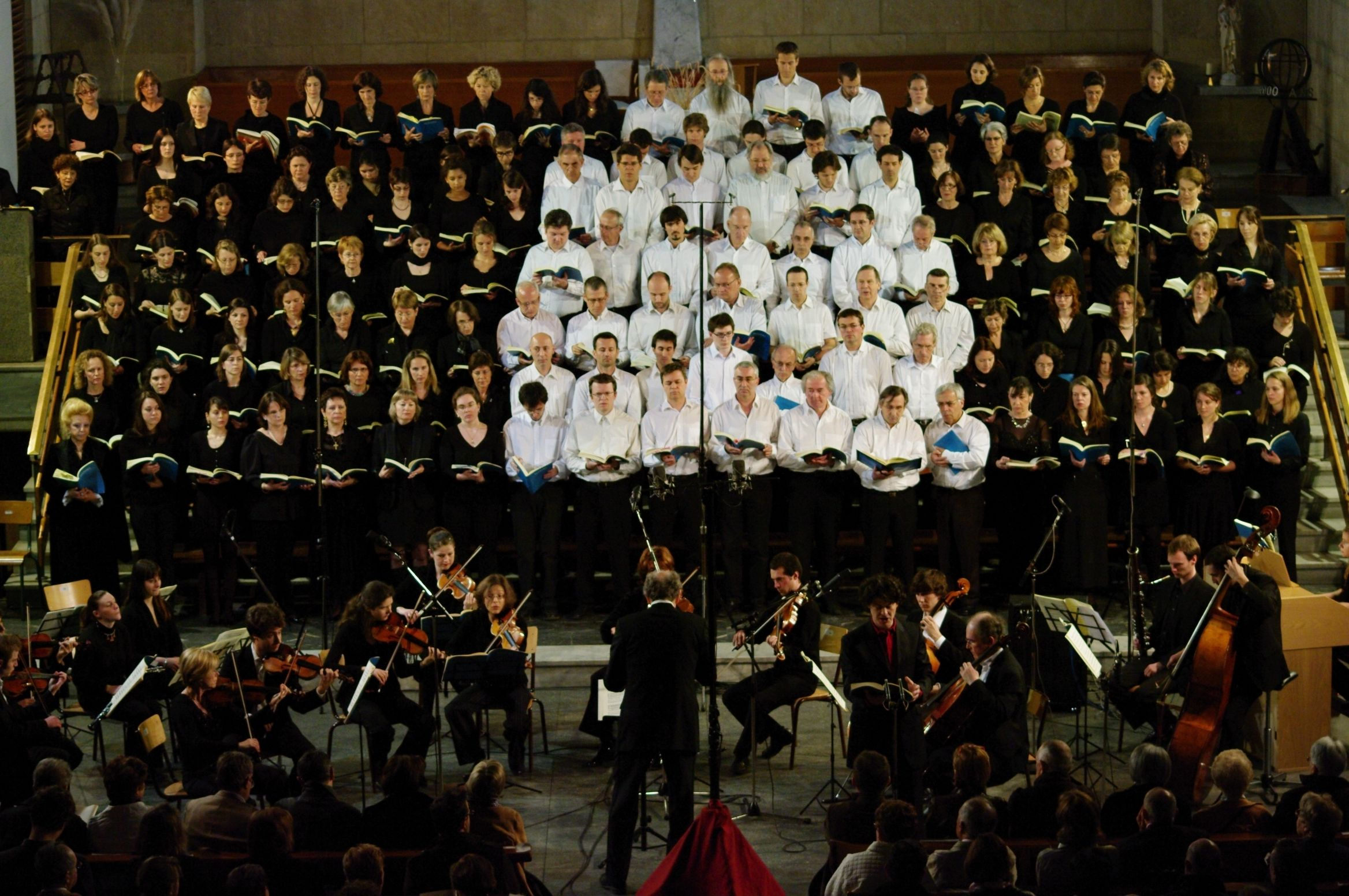
Disposition d'un chœur avec les sopranos côté jardin (à gauche sur la photo), les ténors et les basses au centre et les altos côté cour.

De nombreuses variantes dans la présentation du chœur en concert sont possibles. Depuis le côté jardin vers le côté cour, la disposition sopranos, altos ténors puis basses possède l'avantage de respecter l'ordre des tessitures sur la partition. Les chœurs amateurs, qui possèdent fréquemment moitié moins d'hommes que de femmes, trouvent un avantage esthétique à mettre les hommes au centre, surtout si leur tenue de scène est différente de celle des femmes (voir photo ci-contre). Il peut aussi être intéressant de rapprocher des voix qui vont chanter ensemble comme dans le Psaume 42 (Mendelssohn) dont le 4e mouvement est un chœur de femmes et le 6e un chœur d'hommes.
Les œuvres utilisant un double chœur, comme le Te Deum des Quatre pièces sacrées de Verdi, l'ordre sopranos 1, altos 1, ténors 1, basses 1, basses 2, ténors 2, altos 2 et sopranos 2 permet de regrouper les hommes pour l'introduction de style grégorien qui est un chœur d'hommes tout en respectant la logique de la partition sopranos, altos, ténors et basses dans chaque chœur. Cette disposition permet en effet au chef d'orchestre de s'y retrouver simplement quand il fait signe à une voix particulière pour un départ.
Mais toutes les dispositions sont acceptables, comme les sopranos devant à droite, les altos devant à gauche, les ténors au fond à droite, derrière les sopranos, et les basses au fond à gauche, derrière les altos.

## Genre musical
Au sein d'une pièce musicale de nature composite (un oratorio, une messe, une cantate, un opéra), un chœur est également un genre musical particulier, précisément destiné à être interprété par ce type d'ensemble vocal, et non par des solistes, par opposition aux arias, aux duos, etc. Ce genre musical peut être accompagné d'une partie instrumentale. Dans le cas contraire, on dit que le chœur est interprété a cappella.
L'Alleluia de l'oratorio Le Messie de Haendel, ou encore le Va, pensiero, de l'opéra Nabucco de Verdi sont des exemples célèbres de chœurs, à l'origine partie intégrante d'une œuvre plus vaste, par la suite interprétés en concert indépendamment de cette œuvre.

## Instrument de musique
Sur certains instruments à cordes pincées, un chœur désigne également un groupe de cordes accordées à l'unisson ou à l'octave et destinées à être jouées simultanément.

## Compositeurs et répertoire
Le répertoire de la musique chorale est très riche dans toutes les périodes depuis la fin du XIIe siècle et le début du XIIIe siècle. Parmi de très nombreux compositeurs, on peut citer :
- Pérotin (organa, conduits) ;
- Guillaume de Machaut (motets, Messe de Notre Dame) ;
- Guillaume Dufay ;
- Johannes Ockeghem ;
- Josquin des Prés ;
- Giovanni Pierluigi da Palestrina ;
- Roland de Lassus ;
- Antonio Scandello (messes, passions) ;
- Carlo Gesualdo (madrigaux, motets) ;
- Claude Le Jeune ;
- Giovanni Gabrieli et Andrea Gabrieli ;
- Claudio Monteverdi (madrigaux, Vêpres de la Vierge, motets, opéras) ;
- Henry Purcell (Anthems) ;
- Jean-Philippe Rameau ;
- Marc-Antoine Charpentier ;
- Vivaldi ;
- Heinrich Schütz ;
- Jean-Sébastien Bach (cantates, passions selon Saint-Matthieu et selon Saint-Jean, Messe en si mineur) ;
- Georg Friedrich Haendel (oratorios) ;
- Joseph Haydn et son frère Michael Haydn ;
- Wolfgang Amadeus Mozart : motets, messes, Requiem ;
- Ludwig van Beethoven (Missa solemnis) ;
- Théodore Gouvy (Requiem, Stabat Mater, Missa brevis, cantates et oratorios profanes) ;
- Hector Berlioz ;
- Felix Mendelssohn ;
- Robert Schumann (oratorios profanes, ''Requiem pour Mignon'', œuvres pour chœur) ;
- Franz Liszt ;
- Johannes Brahms (œuvres pour chœur, Requiem allemand) ;
- Gabriel Fauré ;
- Giuseppe Verdi (opéras) ;
- Gustav Mahler ;
- Carl Orff ;
- Arthur Honegger ;
- Leoš Janáček ;
- Igor Stravinsky ;
- Olivier Messiaen ;
- Benjamin Britten ;
- César Geoffray…

Mais aussi le gospel et le jazz.